# سمفونی شماره ۸ (مالر)
سمفونی شماره ۸ در می بِمُل ماژور، یک سمفونی اثرِ گوستاو مالر آهنگ‌ساز اتریشی است. این سمفونی یکی از بزرگترین آثار کرال برای کنسرت کلاسیک است. از آنجایی که اجرای این سمفونی به نیروهای بسیاری احتیاج دارد به سمفونی هزارنفری شهرت دارد، هرچند این کار به‌طور معمول با کمتر از هزار هنرمند ارائه می‌شود و آهنگساز این نام را تأیید نمی‌کند.
تلفیق آواز و سمفونی یکی از ویژگی‌های کارهای اولیه مالر بود. در اوایل دورهٔ میانی، آهنگساز پس از ۱۹۰۱ تغییر جهت داد و به خلق سه سمفونی صرفاً «سازی» پرداخت. در پایان دورهٔ میانی مجدداً با سمفونی هشتم که ترکیبی از ارکستر و صدا بود بازمی‌گردد. ساختار کار غیر متعارف است و به‌جای چندین موومان، در دو موومان ساخته شده‌است. قسمت اول براساسِ شعر مسیحی قرن نوزدهم برای «عید پنجاهه» (نزول روح‌القدس بر حواریون) است و قسمت دوم، مجموعه‌ای از نوشته‌های صحنهٔ پایانی «فاوست گوته» است. این دو بخش با یک ایدهٔ مشترک، که رستگاری از طریق قدرت عشق است، به یک وحدت موضوعی با تم‌های موسیقایی تبدیل شده است.

## تاریخچه
مالر سمفونی شماره ۸ را در ۱۹۰۶ تصنیف کرد و در ۱۹۰۷ در آن تغییراتی داد.
این سمفونی نخستین بار در ۱۲ سپتامبر ۱۹۱۰ به رهبری خودِ مالر در مونیخ اجرا شد.
این سمفونی در سال ۱۹۱۲، یعنی حدود یک سال پس از درگذشتِ آهنگ‌ساز، انتشار یافت.
نخستین اجرای ضبط‌شدهٔ اثر در سال ۱۹۵۰ توسط لئوپولد استوکوفسکی در فیلارمونیک نیویورک صورت گرفت.

## سازبندی

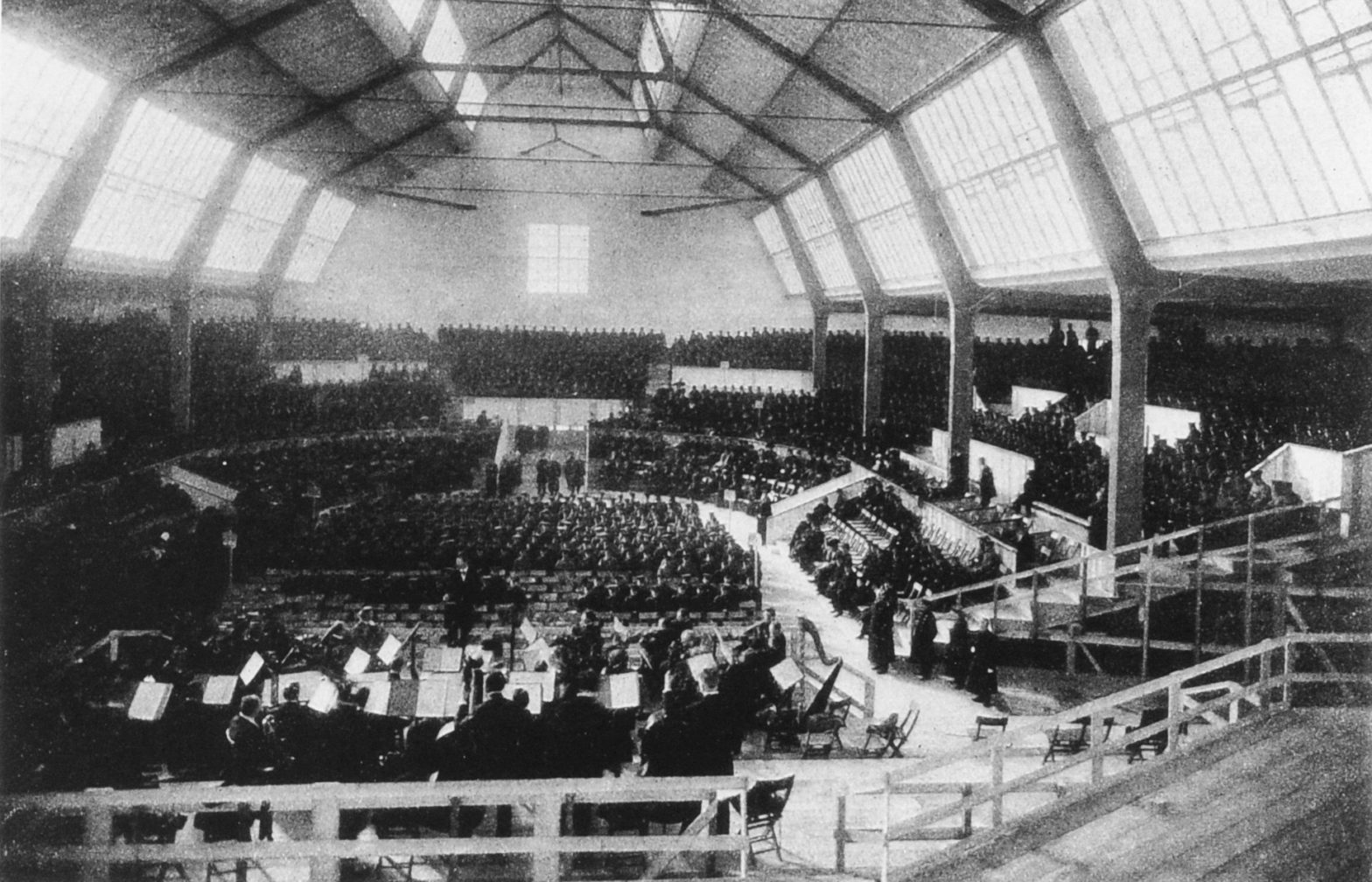
مونیخ، سپتامبر ۱۹۱۰، تصویرِ آخرین تمرین برای اجرای سمفونی شماره ۸ مالر، در نویه موزیک‌فِشتاله (Neue Musik-Festhalle)

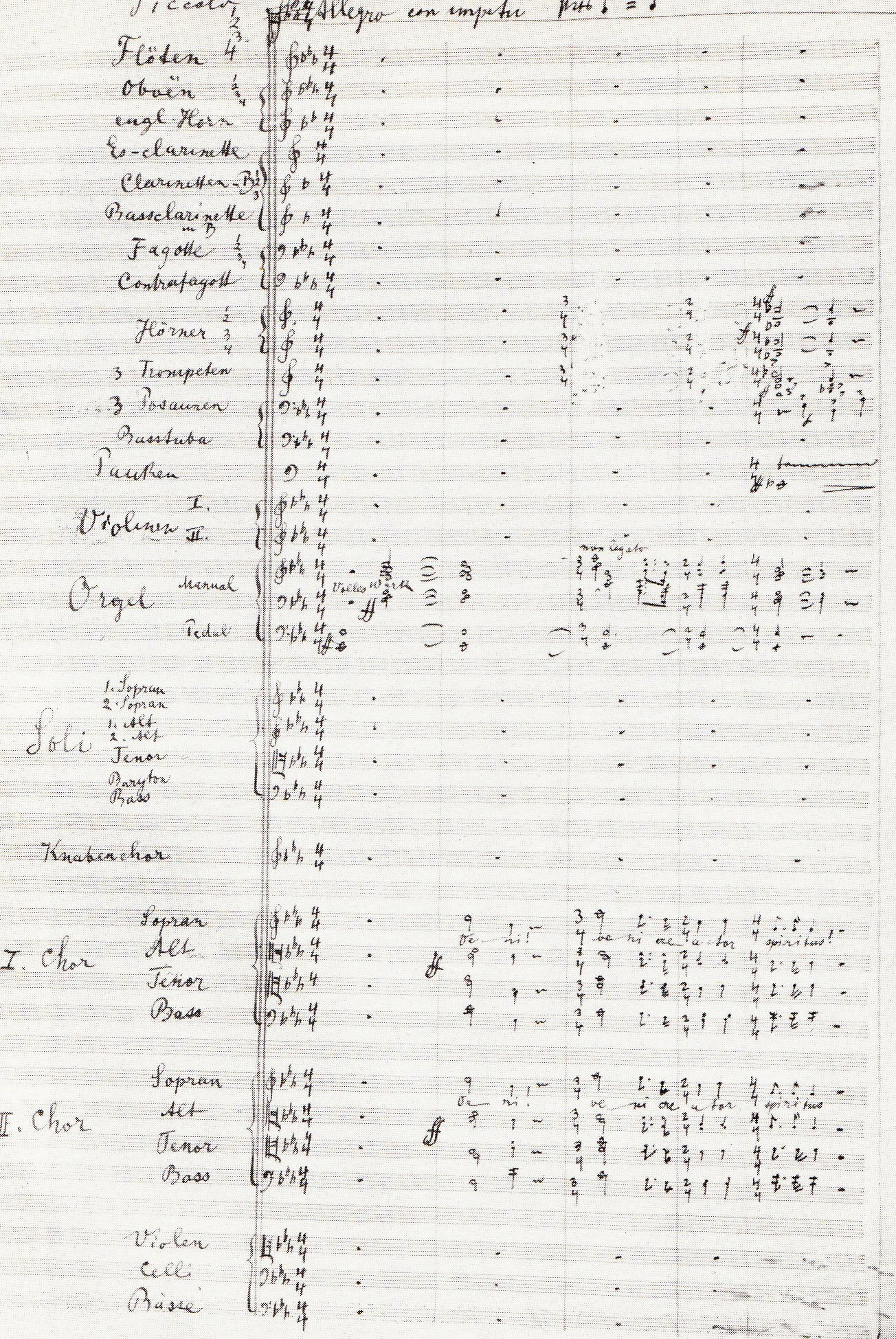
صفحهٔ اولِ دست‌نویس سمفونی شماره ۸ مالر به خط خودِ آهنگساز

سمفونی شماره هشت برای یک ارکستر بسیار بزرگ نوشته شده است، با توجه به درک مالر از این کار به عنوان «جهانِ جدیدِ سمفونی»، این اثر تلفیقی از سمفونی، کانتاتا، اوراتوریو، موتت و لید در فرم آهنگسازی است.
- سازهای بادی چوبی

۲ فلوت پیکولو
۴ فلوت
۴ ابوا
کر آنگله
۳ کلارینت در سی بمل
کلارینت در می بمل
کلارینت باس
۴ فاگوت
کنترفاگوت
- سازهای بادی برنجی

۸ هورن
۸ ترومپت
۷ ترومبون
توبا
- سازهای کوبه‌ای

۴ تیمپانی
طبل بزرگ
سنج
مثلث
تام-تام
۲ ناقوس لوله‌ای با کوک لا و لا بمل
گلوکن‌اشپیل
- سازهای شستی‌دار

ارگ
چلستا
پیانو
هارمونیوم
- سازهای زهی

۲ ماندولین
۲ چنگ
ویولن اول
ویولن دوم
ویولا
ویولنسل
کنترباس
- گروه‌های کر و آواز

۳ سوپرانو سولو
۲ آلتو سولو
تنور سولو
باس سولو
۲ گروه کر (سوپرانو، آلتو، تنور، باس)
گروه کر کودکان